# منتخب فنلندا لهوكي الجليد
المنتخب الوطني الفنلندي لهوكي الجليد (بالفنلندية: Suomen jääkiekkomaajoukkue؛ السويدية: Finlands herrlandslag i ishockey) والملقب بالأسود في فنلندا (Leijonat؛ Lejonen) يطلق عليه ، يتبع الإتحاد الفنلندي لهوكي الجليد. وتعتبر فنلندا عضواً في "سبعة الكبير"في اللعبة إلى جانب منتخبات: كندا وروسيا والولايات المتحدة، وسلوفاكيا، والسويد، وتشيكيا.
فازت فنلندا بالميدالية الذهبية ببطولة العالم 2011 بفوزها على السويد في المباراة النهائية بنتيجة 6-1.
في دورة الألعاب الأولمبية الشتوية 2006 فازت فنلندا بالميدالية الفضية، وكادت تفوز بالمباراة النهائية 3-2 لكنها خسرت السويد. اختير حارس مرمى فنلندا أنتيرو نيتوماكي أفضل في البطولة (دخل مرماه 8 أهداف فقط في البطولة بأكملها) وتيمو سيلاني أفضل مهاجم في البطولة.
درب دوغ شيدن الفريق في موسم 2007-08. وفازت فنلندا البرونزية تحت قيادته. وخلفه مساعده يوكا يالونن بعد البطولة.
تقاعد من المنتخب الوطني رايمو هلمينن صاحب القميص رقم 14 وياري كوري رقم 17. وصورهم معلقة حالياً في صالة هارتفال أرينا في هلسنكي. يشغل كوري حالياً منصب مدير عام الفريق.

## روابط خارجية
- منتخب فنلندا لهوكي الجليد على موقع ميوزك برينز (الإنجليزية)